# Matthias Karow
Matthias Karow (* 17. März 1978 in Neustadt am Rübenberge) ist ein deutscher Schriftsteller, Tontechniker und Regisseur.

## Leben und Werk
Als Jugendlicher betätigte er sich als Musiker. Karow studierte Tontechnik und Kreatives Schreiben und Kulturjournalismus in Hamburg, München und Hildesheim, hat Abschlüsse als Sounddesigner sowie als diplomierter Kulturwissenschaftler. Er war Mitherausgeber der Literaturzeitschrift Bella triste und Mitglied der Künstlerischen Leitung des Literaturfestivals Prosanova 2005. Karow schreibt Hörspiele für den Rundfunk, 2008 erschien der Roman Rodaks Köter. An seine Bücher und Hörspiele geht er heran wie ein Feldforscher.
Matthias Karow lebt mit der Schweizer Schriftstellerin und Kunstpädagogin Sina Ness und seinen Kindern in Berlin.

## Publikationen

### Roman
- Rodaks Köter. Frankfurter Verlagsanstalt, Frankfurt am Main 2008, ISBN 978-3-627-00156-8.

### Hörspiele
- 2006: Der Wanderer und seine Regenhaube (WDR)
- 2007: Firemen singin (WDR)
- 2009: Schnaps im Teekessel – Mysteriöses Brookmerland (WDR)
- 2010: Der Mond der fliegenden Enten – Regie: Robert Schoen (DKultur)
- 2011: Der Kochlöffel oder Das Haus der Fischers kennt viele Türen und Gesichter (Deutschlandradio Kultur)
- 2014: König Röschken – Regie: Hans Gerd Krogmann (DKultur)
- 2017: Der Blechschuppen – Regie: Christine Nagel (NDR)
- 2019: Die Roofe – Regie: Steffen Moratz (DKultur), Länge: 43'30, Ursendung 20. Februar 2019, Komposition: Daniel Kaiser, Sprecher: Eva Weißenborn, Peter Kurth, Martin Reik, Max Mauff, Cristin König, Winnie Böwe und Tilo Nest[2]

- 2019: Die Tochter des Onslow Kirby – Komposition: Sabine Worthmann, Regie: Oliver Sturm, Produktion: NDR